# E801
La ruta europea E801 és una carretera que forma part de la Xarxa de carreteres europees. Comença a Coimbra (Portugal) i finalitza a Verín (Espanya). Té una longitud de 270 km. Té una orientació d'oest a est.